# Монгольські завоювання
Монгольські завоювання — війни і походи армій Чингісхана і його нащадків в XIII ст. в Азії та Східній Європі. Завоювання Монгольської імперії привели до спустошення обширних регіонів, підкорення багатьох народів, руйнування міст і пам'яток культури. На захоплених територіях виникли держави: Золота Орда, держава Хулагуїдів, Чагатайський Улус та імперія Юань.

## Східна Азія

### Китай
Монгольсько-цзіньська війна(1209—1234) — війна між Монгольською імперією і чжурчженською державою Цзінь, що завершилася розгромом Цзіньської держави і встановленням монгольського контролю над територією сучасного північного Китаю. Початок цього етапу завоювання можна датувати 1209 роком. У 1211 році монгольські війська на чолі з Чингісханом виступили проти чжурчженської держави Цзінь (нині Північний Китай), яка не змогла протистояти монголам. До 1215 року держава майже повністю була завойована, був узятий Яньцзін.
Монгольське завоювання Сі Ся — бойові дії між Монгольською імперією і державою Сі Ся, що завершилися розгромом тангутської держави і включенням її території до складу монгольської держави. У 1226 році Чингісхан починає похід проти Тангутської держави Сі Ся, в 1227 році вона повністю знищена. На зворотному шляху Чингісхан помер. Після нього правителем став Угедей, який в 1231 році спільно з Толуєм повів війська на імперію Цзінь. Уклавши проти нього тимчасовий союз з Південною Сун, до 1234 вони спільно домагаються розгрому держави Цзінь.
Монгольське завоювання імперії Південна Сун (1235—1279) — бойові дії між Монгольською імперією і китайською державою Південна Сун, що завершилися знищенням китайської держави і включенням її території до складу імперії Юань. У 1235 році починається війна монголів з імперією Сун. Спочатку активні військові дії в сорокових роках знизилися. У цьому регіоні монголи сконцентрувалися на війні з іншими державами (Далі, В'єтнам). У 1258 робиться нова атака на Сун, але китайці чинять запеклий опір, а до того ж смерть монгольського командувача Мунке змусила їх піти. Хан Хубілай почав похід в 1267 році, обложив міста Сян'ян і Фаньчен, які були взяті в 1273 році. Після чого наступ продовжилося. 19 березня 1275 року в вирішальній битві біля Дінцзячжоу була розбита китайська армія, після чого монголи з легкістю продовжили захоплювати території. У 1276 році вони взяли столицю Ліньань і імператора в полон. У 1279 монголи розбили останні сили опору в Яйшань, таким чином, закінчивши завоювання Китаю.

### Корея
У період з 1231 по 1259 рік сталося шість основних навал Монгольської імперії проти Кореї (Корьо). В результаті цих навал Кореї було завдано значної шкоди і вона стала данником монгольської династії Юань на наступні 80 років.
В 1225 році Монгольська імперія зажадала з Корьо данину, але отримала відмову, а монгольський посол Чу Ку Ю був убитий. У 1231 році хан Угедей почав вторгнення в Корьо, що було частиною монгольських операцій по захопленню північних китайських територій. Монголи дійшли до Чхунджу в центральній частині Корейського півострова, проте після декількох боїв наступ було зупинено.
В 1235 році монголи почали новий похід на Корьо, спустошивши провінції Кьонсан і Чолладо. Опір був затятим, король серйозно зміцнив свій замок на острові Канхвадо, однак армія Корьо не могла впоратися з завойовниками. В 1238 році Корьо здалося і запросило перемир'я. Монголи відступили в обмін на угоду про те, що Корьо пошле до Монголії королівську сім'ю як заручників. Однак Корьо послало підставних людей замість членів королівської родини. Розкривши підміну, монголи почали наполягати на забороні корейським кораблям виходити в море і на арешті і страті діячів антимонгольського руху. Корьо довелося послати до Монголії одну з принцес і десять дітей знаті. Інші вимоги були відхилені.

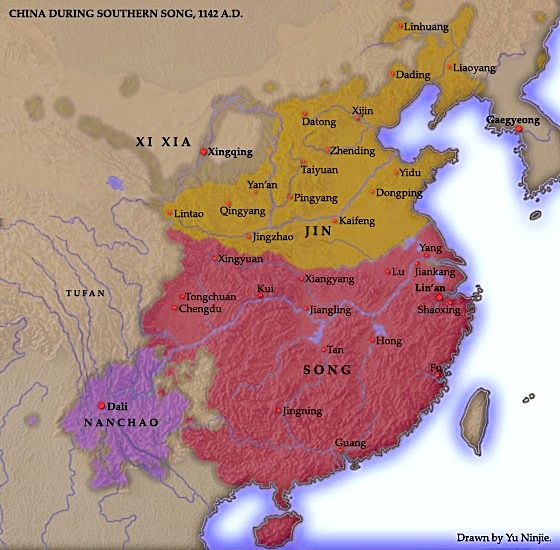
Держави Східної Азії перед початком Монгольсько-цзінської війни

В 1247 році монголи почали четверту кампанію проти Корьо, наполягаючи на поверненні столиці в Сондо. Зі смертю хана Куюка в 1248 році монголи знову відступили. До 1251, року, коли на престол зійшов хан Мунке, монголи повторювали свої вимоги. Після відмов Корьо, вони почали нову велику кампанію в 1253 році. Коджон нарешті погодився перенести столицю назад і послав одного зі своїх синів, принца Ангейонгона (安慶公) в Монголію як заручника, після чого монголи відступили. Дізнавшись про те, що більша частина корейської знаті залишилася на Канхвадо, монголи почали новий похід на Корьо. Між 1253 і 1258 роком вони провели серію атак проти Кореї. Після серії боїв монголи оточили Канхвадо і в грудні 1258 ройо Корьо нарешті здався.

### Бірма
Монгольське завоювання Бірми відбулося в другій половині XIII століття і включало в себе кілька вторгнень військ Монгольської імперії в царство Паган. У 1277 році війська Бірми висунулися проти округу Каунгай, голова якої оголосив себе підданим Хубілая. Назустріч їм вийшов монгольський гарнізон в 700 людей якого підтримували до 12 тисяч місцевих представників народу тай. Битва між монголами і бірманцями закінчилася поразкою других. У листопаді 1277 році монгольський загін зробив нову спробу вторгнення до Бірми і здобув перемогу над її військом, але через сильну спеку і малярію був змушений піти. Це вторгнення призвело до падіння царства Баган, яке розпалося на дві частини: на півночі залишився народ тай, а на півдні — племена мон.
У 1283 році монгольське військо чисельністю до 10 000 чоловік вийшло з провінції Сичуань з метою підпорядкувати царство Баган. Під Бамо вони з легкістю розбили армію Бірми, цар Наратіхапате з жменькою наближених втік і був змушений переховуватися в горах. Через ураження він втратив авторитет серед своїх підданих і отримав прізвисько «цар, який втік від китайців». В результаті, коли в 1287 Хубілай організував черговий похід, Наратіхапате був убитий своїм сином Тіхату. Бірманці були здатні до опору і монголи посадили на престол маріонеткового правителя, однак колишнє царство Баган остаточно розпалася і перейшло в період феодальної роздробленості, який тривав до середини XVI століття. Північна Бірма визнала владу династії Юань, а потім була захоплена шанами, які в 1299 організували повстання, убивши маріонеткового правителя і близько 100 намісників. Шанам також вдалося в 1300 році відбити каральний загін, а в 1301 — відкупитися, але пізніше правитель Північної Бірми став просити про помилування і був прощений, а залежність від імперії Юань — відновлена.

### Японія

З японського свитка XIII століття

Спроби вторгнення монголів до Японії були зроблені монголо-корейсько-китайською імперією внука Чингісхана Хубілая двічі: в 1274 і 1281 роках. Обидва рази в короткі терміни створювалися потужні флоти вторгнення, другий з яких був найбільшим в історії людства до операції «Оверлорд» Другої світової війни. Однак, не маючі ніякого досвіду в мореплаванні, навігації та морських боях, а також недостатньо знаючи технологію суднобудівництва армади континентальної імперії обидва рази були розметені як, невеликою мірою, більш маневровим японським флотом і оборонними силами, так і, переважно, сильним вітром. Вторгнення провалилося. За легендою, найсильніші тайфуни, що виникли під час висадки загарбників на Японські острови і знищили більшість кораблів, були названі японськими істориками «камікадзе», що означає «божественний вітер», даючи зрозуміти, що це божественна допомога японському народу.
При першому нападі, що стався в 1274 році, діяв монгольсько-корейський флот з чисельністю до 23-37 тисяч чоловік. Монголи з легкістю розбили японські загони на островах Цусіма і Іки і спустошили їх. Після чого підійшли до острова Кюсю і почали атаку, що включала обстріл із вогнеметних гармат. Однак почався тайфун, до того ж загинув головнокомандувач Лю, внаслідок чого монголи змушені були відступити.
Хубілай став готуватися до нового нападу. Японці також не витрачали дарма часу — вони будували укріплення і готувалися до оборони. В 1281 році два монгольсько-корейсько-китайських флоти — з Кореї і з Південного Китаю — попрямували до острова Кюсю. Чисельність флоту досягала 100 000 чоловік. Першим прибув нечисленний східний флот, який японці зуміли відбити. Потім з півдня приплив основний флот, але повторилася історія з тайфуном, який знищив більшу частину флоту завойовників.

### Індія

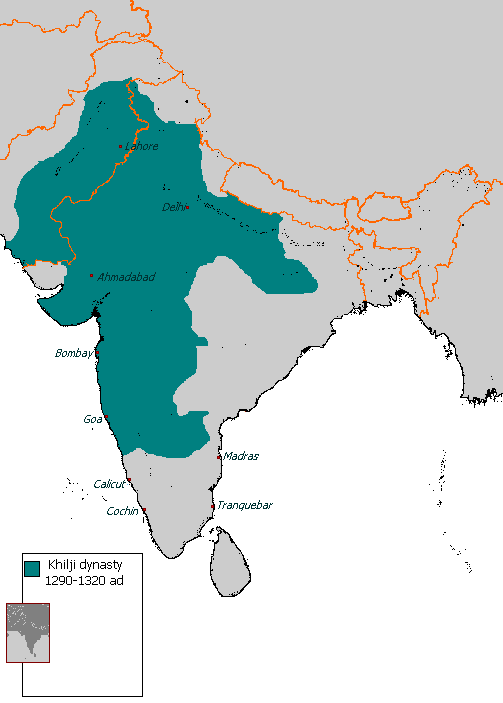
Династія Хальджі

Монгольські вторгнення в Індію включали в себе низку нападів військ Монгольської імперії на Делійський султанат, що відбулися в XIII столітті. Вперше на територію Делійського султанату монголи вступили в 1221 році, переслідуючи військо правителя Хорезма Джелал ад-Діна, який до цього розбив монгольський загін у битві при Парвані. 9 грудня на річці Інд сталася битва, в якій військо Джелал ад-Діна було розгромлено. Після цього монголи спустошили області Мултана, Лахора і Пешавара і покинули Індію, захопивши близько 10 000 полонених.
У 1235 році монголи захопили Кашмір. У 1241 році вони здійснили вторгнення в Індію і захопили Лахор. У 1246 були взяті Мултан і Уч. У 1254—1255 кашмірці здійняли повстання, яке було придушене. Після цього, з причини інших цілей, монголи тимчасово припинили великі операції проти Індії, і її правителі використовували це для повернення захоплених територій, а також для збільшення обороноздатності. Султан Ала уд-Дін Хальджі в 1290-1300-х роках ввів «мобілізаційну економіку» і посилив армію, багато в чому за зразком монгольської організації.
У 90-х роках XIII століття набіги поновилися з боку Чагатайського улусу. У 1292 році вони вторглися в Пенджаб, але авангард зазнав поразки, а від решти війська султану вдалося відкупитися. Пізніше монголи організували ряд вторгнень в Північну Індію. У 1297 році у великому бою біля Делі монголи здобули перемогу над індійцями, але через важкі втрат відступили. У 1299 році Ала уд-Дін Хальджі здійснив похід в улус. Після довгого відступу, монголи атакували і розбили частину його військ, загинув індійський генерал Зафар Хан. Після цього монголи здійснили швидку атаку, дійшли до Делі і розорили і саме місто, і його околиці; Ала уд-Діну залишалося тільки відсиджуватися в фортеці Сірі близько 2 місяців. Після цього султан побудував нові укріплення і посилив армію. Однак монголам вдалося в ході чергового набігу спалити і розграбувати Пенджаб і його околиці. Але пізніше таких успіхів їм досягти, як правило, не вдавалося. У 1306 році під керівництвом Кебека ними було здійснено вторгнення. Загін переправився через Інд близько Мултана, але зазнав великої поразки від правителя Пенджабу. У полон, за завищеними індійським даними, потрапило до 50 000 чоловік. У 1307—1308 році відбулося останнє вторгнення, яке також було відбито. Після цього вторгнення припинилися, хоча протягом XIV століття ще відбувалися окремі напади з боку промонгольських держав.

### Ява
У 1289 році посол Хубілая Мен Ці прибув на Яву, і зажадав від Кертанагари — правителя держави Сінгасарі — щоб той виявів покірність. У відповідь на цю вимогу Кертанагара наказав спалити послу обличчя. Цей інцидент дав привід Хубілаю почати підготовку до військового походу на Яву. Монголу Шибі, китайцеві Гао Сіну і уйгуру Ікемусі було наказано зібрати війська і припаси в провінціях Фуцзянь, Цзянсі і Хугуан (сучасні Хунань і Хубей). Шибі було довірено верховне керівництво, Гао був призначений начальником сухопутних військ, а Ікемусі повинен був керувати флотом. Кертанагара, сповіщений про загрозу, яка насуваєтьмя, припускав, що монголи будуть рухатися через Чампу і Малаккський півострів, і відправив туди значні сили. Він не очікував, що монголи зберуть великий флот і вирушать прямо на Яву.
Наприкінці 1292 року двадцятитисячна армія вийшла в море з Цюаньчжоу на 100 кораблях. Вона везла з собою річний запас зерна і 40 тисяч лянів срібла для придбання додаткових запасів. На початку 1293 року війська Гао Сіна висадилися на Яві; кораблі Ікемусі залишилися біля берега. Оскільки основна частина армії Кертанагари перебувала далеко від Яви, він виявився у вкрай вразливому становищі, давши можливість підняти голову неусмиренним і нескореним яванцям. Один з їхніх вождів — Джайякатванг, глава непокірної держави Кедірі — розгромив його війська і вбив його самого. Держава Кертанагари перейшла до його зятя, принца Віджайя. Поставивши собі за мету помститися за вбивство свого тестя, Віджайя запропонував виявити покірність монголам в обмін на допомогу в боротьбі з зухвалими бунтівниками. Його підлеглі забезпечили юанські війська важливими відомостями про порти, річки та топографію Кедири, а також докладною картою провінції. Монголи прийняли пропозицію і погодилися вступити у війну з Джайяткавангом. Китайсько-монгольський флот попрямував до Кедири і по дорозі розгромив вислані проти нього морські сили. Гао Сін висадився в Кедирі, і за тиждень монголи зломили їх опір.
Віджайя попросив, щоб йому виділили 200 беззбройних монгольських солдатів як ескорт, щоб він міг вирушити до міста Маджапахіт, де збирався офіційно принести покірності представникам великого хана. Начальники монголів погодилися виконати це прохання, не запідозривши лиха. По дорозі в Маджапахіт загони принца заманили китайсько-монгольський ескорт в засідку і стали потай оточувати основні сили монголів. Вони діяли настільки успішно, що Шибі ледь врятував своє життя. Йому довелося пройти довгий шлях, щоб дістатися до своїх кораблів; при відступі він втратив 3000 чоловік. Коли всі начальники експедиції зібралися, щоб вирішити, що робити далі, то вони не змогли прийти до єдиної думки. У підсумку, розійшовшись у поглядах, вони відвели свій флот і рушили назад до берегів Китаю.

### Дайв'єт і Чампа
Монгольські вторгнення в Дайв'єт і Чампу — три військові операції, в ході яких Монгольська імперія, що завоювала до того часу Китай, вторгалася на територію держав Дайв'єт (династія Чан) і Чампа, розташованих на території сучасного В'єтнаму. Ці вторгнення відбувалися в 1257—1258, 1284—1285 і 1287—1288 роках. Монголи зазнали поразки від держави Дайв'єт і змушені були вивести свої війська з Дайв'єт а і Чампи. Як частина угоди, обидві держави погодилися визнати себе підлеглими Монгольської Імперії і платити їй данину.

## Середня Азія
Монгольське завоювання Середньої Азії проходило в два етапи. В 1218 році монголи розгромили свого старого противника Кучлука, що став незадовго до цього гурханом Кара-кіданською державою, причому кара-кіданська територія була поділена між Монгольською імперією і Хорезмом. До осені 1219 року почалася війна з Хорезмом, яка тривала до весни 1223 року. У цей період була завойована основна частина держави Хорезмшахів від Інда до Каспійського моря. Останній Хорезмшах Даллаліддін Мангуберди, ще кілька років чинив опір монголам, зрештою був переможений і загинув в 1231 році.

### Передумови конфлікту
Після підкорення основної частини імперії Цзінь монголи почали війну проти Кара-кіданського ханства, перемігши яке встановили кордон з Хорезмшахом Мухаммадом ібн Текеша. Хорезмшах Ургенча правив величезною мусульманською Хорезмською державою, що простягалася від Північної Індії до Каспійського і Аральського морів, а також від сучасного Ірана до Кашгара. Ще воюючи з імперією Цзінь, Чингісхан посилав до Хорезмшахів послів з пропозицією союзу, проте останній вирішив не церемонитися з монгольськими представниками і наказав їх стратити.

### Початок війни
У 1219 році Чингісхан особисто виступив у похід з усіма своїми синами і з головними військовими силами. Армія завойовника була розділена на кілька частин. Однією командували його сини Чагатай і Угедей, залишені батьком осаджувати Отрар; другу очолив старший син — Джучі. Його основною метою було завоювання Сигнака і Дженда. Третя армія була спрямована на Ходжент. Основні сили під проводом Чингісхана і його сина Толуя повинні були захопити Самарканд.
Облога Отрара силами кількох туменів почалася у вересні 1219 року і тривала близько п'яти місяців. Каїр-хан, знаючи, що монголи пощадять його, відчайдушно захищався. Зрада одного з воєначальників прискорила падіння Отрара. Вийшовши вночі з міських воріт, він здався монголам. Через ці ж ворота нападавші увірвалися в місто. Частина військ і жителі замкнулися у фортеці і продовжували оборонятися. Тільки через місяць монголи змогли взяти цитадель. Всі її захисники були вбиті, фортеця зруйнована, Каїр-хан страчений, а місто після розграбування зрівняли з землею. Бранці (хашар) з Отрара потім були використані при штурмі Ходжента і Самарканда.
Загони Джучі, які здійснювали походи по Сирдар'ї, навесні 1220 hjre підійшли до Сигнаку. Облога його тривала сім днів, після чого монголи увірвалися в місто і зруйнували всі його фортечні споруди. За короткий термін монголам підкорилися Узген, Барчинликент і Дженд. 10-тисячний загін взяв Янгікент і попрямував в пониззя Сирдар'ї, мобілізував там 10 тис. туркменів. Вони повстали, були частково розбиті, а частково відступили на південь, у напрямку Мерва. Основні сили Джучі розташувалися в районі Дженда.
У 1220 році третя армія чисельністю 5 тисяч осіб взяла Бенакент і оточила Ходжент, теж розташований на Сирдар'ї. Протягом облоги чисельність монгольського війська збільшилася до 20 тисяч осіб, чисельність використовуваних при облозі полонених — до 50 тисяч осіб Тимур-Мелік, який керував обороною острівної фортеці, відплив вниз по Сирдар'ї. Монголи організували переслідування, а коли Тимур-Мелік досяг району розташування військ Джучі, він був змушений висадитися на лівий берег річки і зміг з боєм втекти від переслідування, потім вбити монгольського намісника в Янгікенті.
Четверта армія, очолювана самим правителем монголів і його сином Толуєм, підійшла до Бухари (гарнізон за різними даними 3 тисячі або 20 тисяч осіб), яка після короткої облоги потрапила в руки монголів у березні 1220 року. Жителі піддалися жорстоким насильствам, а місто було розграбоване, зруйноване і спалене монголами, бранці були відправлені на облогу Самарканда. Залишивши Бухару в руїнах, Чингісхан по долині Согдіани попрямував до Самарканду (гарнізон за різними даними 40 тисяч або 110 тисяч осіб; 20 бойових слонів). На третій день частина духовенства відкрила йому ворота і без бою здала місто. 30000 воїнів-канглів, колишня опора хорезмшаха Мухаммеда і його матері Туркан хатун були страчені монголами.
Так само вчинили і в місті Балх. Але ні в тому, ні в іншому випадку добровільна здача не врятувала жителів міста від насильства і грабежу. За даними китайського паломника Чан Чуня, від 400 тисячного населення міста Самарканда залишилося в живих лише 50 тисяч.
Без бою програв війну і не маючи підтримки Мухаммед втік на один з пустельних островів Каспійського моря, де в селі Астара і помер у лютому 1221 року, передавши владу своєму синові Джелал-ад-Діну. Три тумена на чолі з Джебе, Субедей-багатуром і Тохучар-нойоном переслідували Мухаммеда. Проходячи через володіння Хан-Меліка, Тохучар в порушення попередньої домовленості почав грабувати і брати в полон жителів, внаслідок чого був розбитий Хан-Меліком (убитий або, за версією «Потаємної оповіді», після повернення до Чингісхана знижений в посаді).
Далі Самарканда Чингісхан не пішов, а відправив Толуя з 70-тисячною армією на підкорення Хорасана, а на початку 1221 року 50-тисячна армія Джучі, Чагатая і Угедея підступила до столиці Хорезму — місту Ургенчу. Після семимісячної облоги монголи взяли його, розгромили, а жителів забрали в полон. Потім Чингісхан дав доручення Джучі продовжити завоювання у Східній Європі, де його війська повинні були з'єднатися з посланими туди Джебе і Субедеєм, але той ухилився від його виконання.
У 1222 року почалася війна на північ  від озера Балхаш з племенами кипчаків та східних угрів, що тривала до 1236 року. З великими труднощами монголам на чолі із Субедеєм їх вдалося здолати.

### Завоювання Східного Ірану
Тим часом Толуй разом зі своїм військом увійшов в провінцію Хорасан і взяв штурмом Нессу, після чого з'явився перед фортечними стінами Мерва. Під Мервом були використані бранці майже з усіх міст, раніше захоплених монголами. Скориставшись зрадою жителів міста, монголи захопили Мерв і по властивій їм манері розграбували і спалили місто в квітні 1221 року.
З Мерва Толуй відправився в Нішапур. Чотири дні його жителі відчайдушно билися на стінах і вулицях міста, але сили були нерівні. Місто було взято, і, за винятком чотирьохсот ремісників, залишених у живих і відправлених у Монголію, інші чоловіки, жінки і діти були по-звірячому вбиті. Герат відкрив свої ворота монголам, але це не врятувало його від розорення. На цьому етапі свого просування по містах Азії Толуй отримав наказ від батька приєднатися до його армії в Бадахшані. Чингісхан збирався після невеликої перерви, під час якої він захопив Газні, відновити переслідування Джелал-ад-Діна, який, зібравши 70-тисячне військо, завдав поразки тридцятитисячному загону монголів на чолі з Шигі-Кутуку при Первані. Чингіз-хан, який у цей час був пов'язаний облогою Талькана, незабаром опанував міцним містом і міг сам з головними силами виступити проти Джелал ад-Діна; тил його забезпечувався загоном Толуя в Хорасані. Ватажок монголів на чолі тридцятитисячний війська наздогнав Джелал-ад-Діна в грудні 1221 року на березі річки Інд. Армія хорезмійців налічувала 50-тисяч чоловік. Монголи провели обхідний маневр по важкопрохідній скелястій місцевості і завдали удару хорезмійцям у фланг. Також Чингісхан ввів у бій елітний гвардійський підрозділ «Багатурія». Армія Джелал-ад-Діна була розбита, а сам він з 4 тисячами воїнів врятувався вплав.
У погоню за молодим султаном, який втік цього разу в Делі, Чингісхан відправив двадцятитисячні військо. Спустошивши провінції Лахор, Пешавар і Мелікпур, монголи повернулися в Газні. Ще 10 років Джелал-ад-Дін боровся з монголами, поки не загинув в Анатолії в 1231 році.
За три роки (1219—1221) під ударами монголів пало царство Мухаммеда Хорезмшаха, що простягалася від Інду до Каспійського моря, його східна частина була завойована.

## Похід Джебе і Субедея
Похід під командуванням Джебе і Субедея (1220–1224) почався за наказом Чингісхана як погоня за султаном Хорезма Ала ад-Діном Мухаммедом II. Після смерті хорезмшаха похід був спрямований проти держав Кавказу та Східної Європи.

### Кавказ
Взимку 1220 року монголи рушили до берегів Каспію, в Муганський степ. Дорогою вони взяли Ардебіль і підійшли до Тебризу, який відкупився «грішми, одягом та худобою», а після цього мали місце дві битви з грузинами. У першій десятитисячному війську грузин було завдано поразки. У січні 1221 року відбулася друга битва, в якій об'єднані війська монголів і тюрка Акуша завдали грузинам нової поразки. Кіракос Гандзакеці оповідає про битву в долині Хунан, між річками Храмі і Агстев, коли грузинський цар Георгій IV і воєначальник Івані Мхаргрдзелі відігнали ворога, але після атаки засадного загону монголів грузини змушені були відступити. На думку А. Г. Галстяна, мала місце лише одна битва — наприкінці 1220 року в долині Хунан (інакше — Котман).
Навесні монгольські полководці, вдруге отримавши в Тебризі данину, взяли Марагу (30 березня 1221) і Нахічеван. Атабек виявив покірність і отримав ал-тамгу і дерев'яну пайцзу. У серпні-вересні монголи повернулися в Хамадан, щоб придушити повстання містян, які вбили поставленого намісника. За відомостями Рашид ад-Діна, дізнавшись про смерть Мухаммеда і втечу його сина Джелал ад-Діна в Хорасан, Джебе і Субедей відправили Чингісхана відповідну звістку (коли саме це сталося, невідомо). За припущенням Джона Бойла, переслідування султана було лише першим етапом походу
.
Монголи, вступивши в Арран, захопили Байлакан (рамазан 618 р х./жовтень-листопад 1221 н. е.) і без бою взяли данину з Гянджі. Після чергового вторгнення до Грузії, вони підступили до Шемахи в Ширвані. Взявши місто штурмом і розграбувавши його, монголи через Дербентський прохід проникли на Північний Кавказ. Пройшовши з боєм землі лезгин, багатьох з яких пограбували і перебили, вони зіткнулися з з'єднаними силами аланів і кипчаків-половців. Не досягнувши успіху в перших сутичках, монголи вдалися до хитрощів. Заявивши «ми і ви одного роду», нойони обдарували половців і обіцяли не нападати, якщо ті покинуть аланів. Половці розійшлися по своїх кочовищах. Розколовши ото ряди ворогів, монголи розбили аланів, та атакували несподівано половців. У зіткненні загинули хани Юрій Кончакович і Данило Кобякович, а залишки їх орд відійшли на захід і з'єдналися з ордою Котяна, який кочував між Дніпром і Дністером. Монголи вторглися в Крим, де взяли місто Сурож (Судак).

### Битва на Калці
У 1223 р на річці Калці відбулася битва між об'єднаним русько-половецьким військом і монгольським корпусом. На початку 1223 року в Києві був скликаний княжий з'їзд, який вирішив, що сили Київського, Галицького, Чернігівського, Сіверського, Смоленського і Волинського князівств повинні підтримати половців. Монгольські посланці запропонували руським виступити проти половців, але Мстислав стратив послів. Однак монголам вдалося залучити на свою сторону бродників, що населяли південноруські степи.
Сторожовий загін монголів на лівому березі Дніпра був розбитий, і через 8-9 днів русько-половецьке військо підійшло до річки Калка в Приазов'ї, де зіткнулося з основними силами противника. Мстислав Удатний, не повідомивши інших князів, вирішив самостійно розправитися з монголами і переправився на інший берег разом з половцями, керованими його воєводою, і волинськими дружинами. 31 травня 1223 році всі вони, а також чернігівці, були повністю розгромлені. Київський князь, огородившись тином на піднесеному протилежному березі Калки, протягом трьох днів після битви тримав оборону. Потім, повіривши обіцянці воєводи бродників Плоскині відпустити князів живими, він покинув зміцнення. Однак він, його князі та воєводи були полонені монголами і задавлені дошками, на яких сіли бенкетувати монгольські воєначальники. Після перемоги монголи переслідували залишки русько-половецького війська до Святополча, плюндруючи прикордонні міста.
По ходу повернення на схід монголи зазнали поразки в Волзькій Булгарії наприкінці 1223 або на початку 1224 року. Згідно Ібн аль-Ассиру, з монгольської сторони в цій битві вціліло 4000 чоловік. Через Саксин, що розташовувався, імовірно, на Нижній Волзі, вони проїхали в Дешт-і Кипчак, де з'єдналися з армією Джучі.

## Анатолія

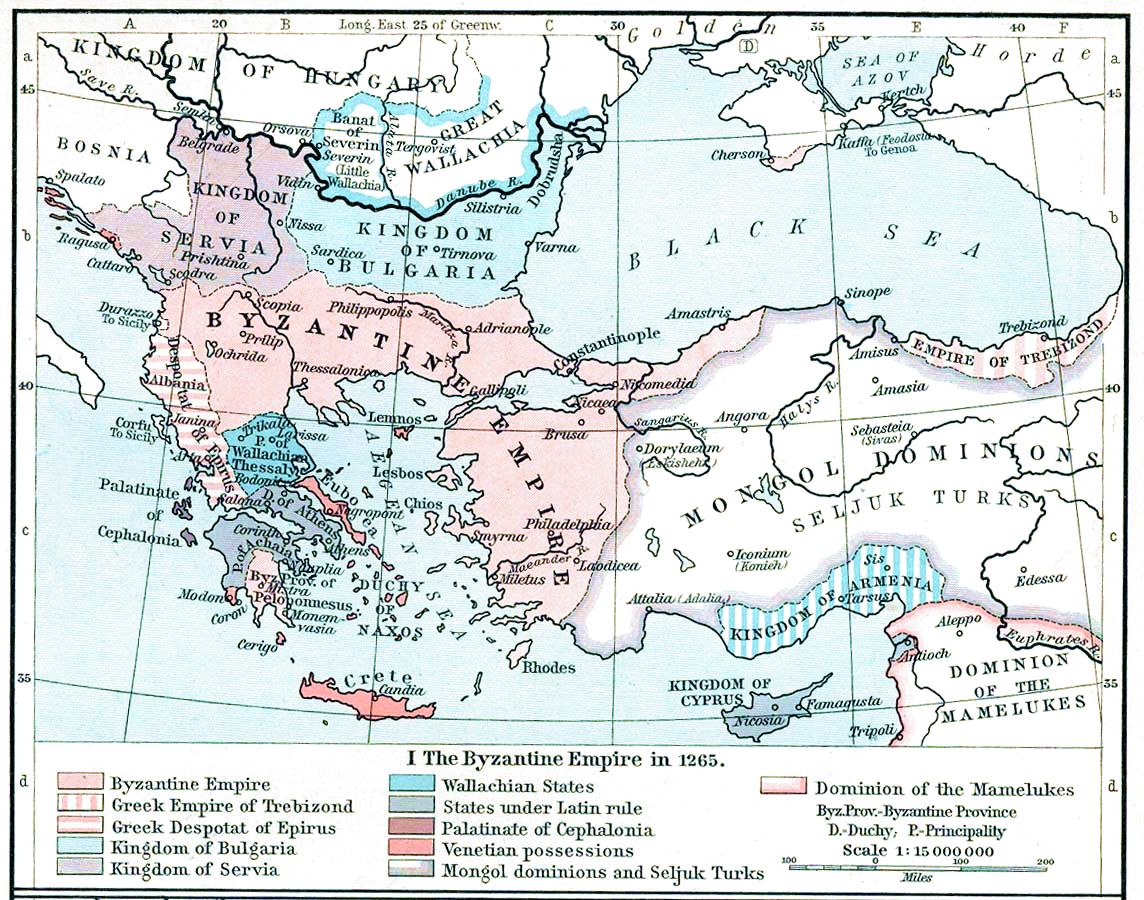
Володіння Монгольської імперії в Анталонії 1265

З 1241 по 1243 році відбулося швидке і досить успішне завоювання території Анатолії. Після поразки армії сельджуків в битві при Кесе-Дазі в 1243 році територія опинилася під контролем монголів аж до 1335 року. Через декілька заколотів проти султана сельджуків, в 1255 році монгольська орда легко подолала центральну і східну Анатолію. В Туреччині досі можна знайти сліди культурної спадщини монголів, зокрема поховання різних правителів, зокрема сина Хулагу.
До кінця 14 століття більшість території Анатолії перебувало під контролем різних бейликів аж до краху династії Сельджуків. Туркменські бейлики також визнавали себе васалами монгольських ханів, залишаючись фактично самостійними правителями областей. Вони не карбували монети із зображенням своїх правителів, аж до Османа I, котрий випустив дрібні срібні монети, названі акче, за зразком монет Ільханів з власним зображенням. Відповідно до традицій ісламу друк монет був прерогативою суверенів, тим самим Осман I заявив про свою незалежність від монгольського ханства . Існує думка, що османи продовжували якоюсь мірою платити данину монгольським ільханам аж до 1335 року, тобто фактично повної незалежності добилися лише після смерті Османа.

## Близькосхідний похід
Близькосхідний похід під командуванням Хулагу (1256–1260) був одним з найбільших завойовницьких походів монгольської армії, спрямований проти іранських ісмаїлітів — нізаритів, халіфата Аббасидів, сирійських Аюбіди Айюбідів і мамлюків Єгипту; оскільки більшу роль у діях проти близькосхідних мусульман зіграли центральноазійські християни — несторіани, деякими істориками (Р. Груссе, Г. В. Вернадський, Л.м. Гумільов) названий Жовтим хрестовим походом.

### Назарити
У 1256 році монголи розгромили низаритів. У січні 1256 року Хулагу, поповнивши свою армію джучидськими підрозділами, наданими Сартаком, форсував Амудар'ю і осадив нізаритські фортеці в Кухістані (Ельбурс). Не покладаючись лише на військову силу, Хулагу почав і дипломатичний наступ, зажадавши від імама нізаритів Рукн-ад Діна Хуршаха капітуляції. Серед ісмаїлітів існувала промонгольська партія, до якої належали відомий перський вчений Насир ад-Дін ат-Тусі і лікар Муваффік ад-Доуле. Під впливом цієї партії Хуршах погодився здати фортеці в обмін на збереження життя і володінь. Однак, як тільки Хулагу відчув, що Хуршах намагається вигадати час і затягує переговори, він почав штурм фортеці Меймундіз, в якій знаходився імам. У підсумку, Хуршах змушений був здатися. Більшість ісмаїлітських фортець в Кухістані здалося без бою протягом року і було зруйновано. Лише небагато, в тому числі знаменитий Аламут, що капітулював 15 грудня 1256 року, зробили незначний опір. Найскладніше довелося монголам при облозі Гірдкуху, яка тривала роки.

### Багдад
Покінчивши з низаритами, в 1258 році Хулагу рушив на Багдад. Він зажадав покірності від багдадського халіфа аль-Мустасіма. Халіф, самовпевнено відкинувши ультиматум монгольського командувача, не мав, однак, сил, щоб йому протистояти. Польова армія Аббасидів під командуванням Фатх ад-Діна ібн Керра зазнала поразки на березі Тигра від військ Байджу. На початку 1258 року Хулагу, Байджу і Кіт-Буга завершили оточення Багдада. Спершу в дію вступили облогові знаряддя, а потім почався штурм. До середини лютого місто було в руках монголів. У той же період нойон Урукту був направлений для взяття міста Ірбіль. Його правитель Тадж ад-Дін ібн Салайя підкорився монголам, але захищаючі фортецю курди відмовилися здатися. Довга облога успіху не принесла. Лише літня спека змусила курдів покинути Ірбіль, і його зайняв союзник монголів Бадр ад-Дін Лулу, Атабек Мосула.

### Сирія

Наступ монголів в Леванті (1260)

Після завоювання Багдада почалася сирійська кампанія монголів. Розташувавшись в околицях Мараги в Східному Азербайджані Хулагу став приймати мусульманських володарів, які прибули висловити покірність, зокрема, Бадр ад-Діна Лу'лу, Атабек Са'д з Фарсу, братів Ізз ад-Діна Кей-Кавуса II і Рукн ад-Діна Кіліч-Арслана IV з Конійського султанату. Бадр ад-Дін Лу'лу відправив свого сина Салиха на службу Хулагу. 12 вересня 1259 року армія Хулагу виступила на захід. В авангарді йшли сили Кітбукі, на правому крилі — Байджу і Шиктур, на лівому — Сунджак, центром командував сам Хулагу. Монголи зайняли Ахлат, розгромили в навколишніх горах курдів. Саліх був посланий на завоювання Аміда (нині — Діярбакир), а Хулагу захопив Едесу. Потім були взяті Нісібін і Харан.
Монголи перейшли Євфрат і закликали намісника Халеба аль-Муаззама Туран-шаха III здати місто. У відповідь на відмову 18 січня 1260 року вони взяли в облогу Халеба. В облозі брали участь і війська християнських союзників Хулагу — Хетума Вірменського і Боемунда Антіохійського. Місто було зайняте за тиждень, але цитадель трималася до 14 (за іншими відомостями 26) лютого. Після її взяття монголи влаштували різанину, припинену через шість днів за наказом Хулагу. Із захисників цитаделі в живих залишили лише одного вірменського золотих справ майстра. Хетум спалив мечеть Халеба, зберігши яковітську церкву. Хулагу повернув вірменському цареві деякі області і замки, які забрали у нього Халебські правителі. Боемунду були віддані Халебські землі, що були у руках мусульман з часів Салах ад-Діна. 31 січня Айюбідський султан ан-Насір Юсуф, дізнавшись про падіння Халеба, відступив з військом з Дамаска до Гази. Дамаск здався монголам без бою, і 14 лютого (за іншими відомостями — 1 березня) Кітбука вступив в місто, призначивши там монгольського керуючого.
На початку вересня 1260 року при Айн-Джалуті сталася битва між армією єгипетських мамлюків під командуванням султана Кутузаа і еміра Бейбарса і монгольським корпусом з армії Хулагу під командуванням Кітбука-нойона . Після отримання звісток про смерть великого хана Мунке Хулагу з основною частиною армії відступив у Закавказзя (червень 1260). Кітбуці були залишені порівняно малі сили (10-20 тис. або навіть 10-12 тис. включаючи підкріплення від союзних вірмен і грузин). Хулагу залишив свого воєначальника з настільки нечисленним військом і наказав йому підкорити фортеці ісмаїлітів в північній Сирії.

### Палестина
Кітбука продовжив завоювання з Сирії на південь — в Палестину, захопивши Баальбек, аль-Субейба і Аджлун, монголи увійшли в Самарію і жорстоко розправилися з Айюбідським гарнізоном Наблуса. Далі монгольські загони безперешкодно зайняли Газу, Айюбідський султан ан-Насір Юсуф був узятий в полон і висланий до Хулагу, монгольські гарнізони в 1000 чоловік були розміщені в Газі і Наблусі. Назустріч Кітбуку рушила армія єгипетських мамлюків під командуванням Кутуза і Бейбарса. 3 вересня 1260 року в битві при Айн-Джалуті монгольське військо зазнало поразки. Кітбуга потрапив у полон і був страчений.

## Західний похід
Західний похід монголів в Східну і Центральну Європу на чолі з чингізидом Батиєм і воєначальником Субедеєм проходив в 1236–1242 роках.

### Волзька Булгарія
Монгольське завоювання Волзької Булгарії відбувалося з 1229 по 1239 рік і закінчилося включенням території Волзької Булгарії до складу Золотої Орди. В 1229 році монголи під командуванням Субедея і Кокоша розбили прикордонний загін булгар на річці Урал. Кілька років по тому, в 1232 році, монгольська кавалерія підкорила південно-східну частину Башкирії і зайняла південну частину самої Волзької Булгарії. В 1235 році монгольський курултай ухвалив рішення підсилити корпус Субедея силами всіх улусів, і нове монгольське вторгнення до волзьких булгар сталося восени 1236 року. Чисельність монгольського війська в 120—150 тисяч в істориків найбільш популярна. Монгольські війська на чолі з Батиєм обложили і захопили Биляр, Булгар, Сувар, Джукетау і ряд інших міст і укріплень Волзької Булгарії. Під час монгольського походу на Північно-Східну Русь (1237/38), булгари під проводом знаті повстали. Але основні сили монголів, які повернулися в Середнє Поволжя наступної зими, зуміли придушити повсталих булгар і їх васалів.

### Русь

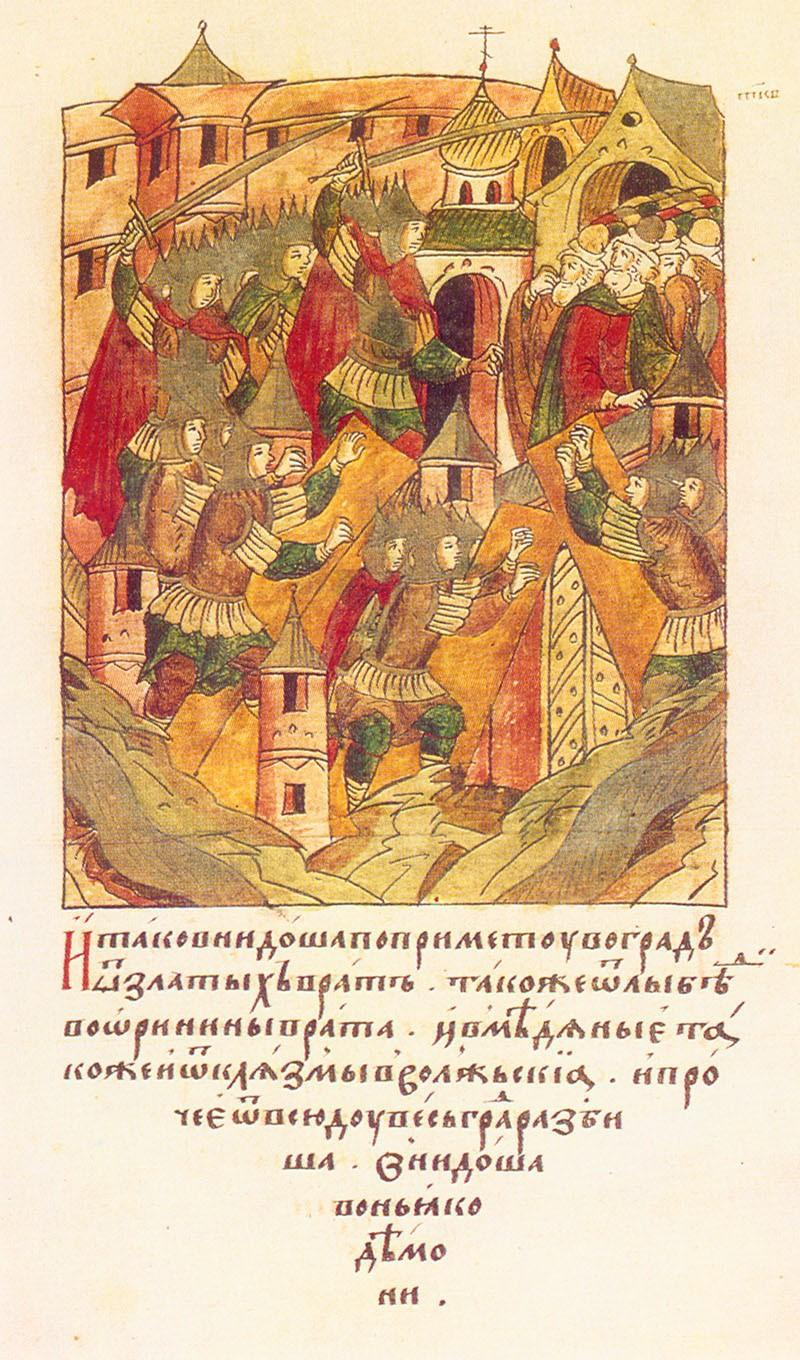
Взяття Володимира монголами. Мініатюра з руського літопису

Монгольська навала на Русь відбулася в 1237—1240 рр. в ході Західного походу монголів 1236—1242 рр. під проводом Чингізидів Батия і воєначальника Субедей.
Восени 1236 року все монгольське військо було розділене на чотири частини, три з яких готувалися до вторгнення на Русь. Протягом зими 1237–1238 років військо Монгольської імперії завоювало Рязанське та Владимиро-Суздальське князівства та всі північно-східні землі Київської Русі.
На початку березня 1238 року корпус монголів під командуванням одного з найбільших їх полководців Бурундая завдяки фактору раптовості зміг знищити на стоянці поєднане руськее військо і вбити великого князя Юрія Всеволодовича Володимирського в битві на річці Сіть. Після довгої облоги і взяття Торжка, монголи не стали йти на Великий Новгород і повернулися назад, плюндруючи чернігівські і смоленські землі. Навесні 1238 року, після взяття Козельська, монголи відійшли в південноруські степи для відгодівлі коней і перегрупування.
Оскільки головні противники монголів на схід від Дніпра вже були нейтралізовані, Батий вирішив розділити свої війська на кілька корпусів, кожен з яких, діючи самостійно, вирішував локальні завдання з ліквідації вогнищ опору. Можливо, саме влітку 1238 року (а не влітку 1237 року) відбулося придушення Мунке і Бучеком половецького повстання і перемога над аланами.
Наприкінці 1238 році війська Мунке, Кадана, Гуюк а і Бурі розгорнули наступ на місто Мінкас (М.к.с.,  Мікес ). Влітку 1238 Шибан, Бучек і Бурі зробили похід до Криму, де: «у племені чінчакан (кипчаків?) Захопили Таткару». Влітку того ж 1238 діяв самостійно брат Батия Берке взяв у полон трьох половецьких воєначальників.
З настанням 1239 року джерела фіксують повернення інтересу монголів до лісостепового регіону, де вони послідовно завдають ряд сильних ударів на всьому протязі від Дніпра до Волги. 3 березня 1239 року монголи штурмом взяли Переяславль-Південний («Переяславль Руський») — володіння володимирських князів в Південній Русі. Соборна церква св. Михайла була зруйнована, а єпископ Симеон — убитий.
Восени 1239 року монголи (можливо під керівництвом Мунке) завдали удару по Чернігівському князівству. Не сподіваючись на свої сили Михайло Всеволодович втік спочатку в Угорщину, намагаючись посватати дочку угорського короля Бели IV Анну за свого сина Ростислава (невдало), а потім в Польщу до Конрада Мазовецького. Звідти, примирившись з Данилом Галицьким, він уже в 1240 р повернувся на Русь і зупинився в Луцьку.
18 жовтня 1239 року був узятий Чернігів. Під час облоги на допомогу місту намагалося пробитися військо на чолі з двоюрідним братом Михайла Всеволодовича, Рильським князем Мстиславом Глібовичем, але зазнали поразки. Були розграбовані і зруйновані землі та міста вздовж Десни і Сейму, в тому числі Путивль, Глухів, Вирь і Рильськ. За даними археології, був спалений і Гомель.
Взимку 1239—1240 рр. згідно Лаврентіївського літописі відбувся новий похід в Волго-Окський регіон. Метою на цьому етапі, ймовірно, стали землі ерзі, чий князь відмовився підкоритися монголам ще в 1236 р.

Взяття Києва монголами в 1240 році. Мініатюра з руського літопису

Судячи з мовчання джерел, розправившись зі своїми супротивниками на схід від Дніпра, монголи зробили паузу. Корпус під проводом Букдая навесні 1240 року був направлений через Дербент на південь, в допомогу діючим в Закавказзі монгольським військам. Приблизно в цей же час Батий вирішив відіслати додому Мунке, Гуюка і Бурі, відносини з якими у нього не склалися. Влітку 1240 року вони вже були в Монголії, а залишені війська провели перегрупування, вдруге поповнившись за рахунок половців і поволзьких народів.
Наступною метою монголів стали руські землі на правому березі Дніпра. До 1240 року більша їх частина (Галицьке, Волинське, Київське, а також, імовірно — Турово-Пінське князівства) була об'єднана під владою синів волинського князя Романа Мстиславовича: Данила і Василька.
Не маючи змоги самостійно протистояти монголам, напередодні вторгнення (тобто приблизно восени 1240) Данило вирушив до Угорщини, ймовірно, намагаючись схилити короля Белу IV надати йому допомогу, але нічого не добився.
Пізніше він перейшов до Польщі: спочатку в Сандомир (де зустрівся зі своєю родиною), а потім в Мазовію, до свого союзника Конрада. Там же виявився і брат Данила Василько. У Мазовії князі залишалися до тих пір поки не дізналися про відхід монголів з їх земель.
Першим пунктом на шляху Батия був Київ. Ще восени 1239, під час підкорення Чернігівського князівства, до Дніпра навпроти Києва підходив Мунке. Контролюючий в той час місто чернігівський князь Михайло Всеволодович відповів тоді відмовою на мирні пропозиції монголів. Нова спроба опанувати Києвом була зроблена монголами майже рік по тому. Восени 1240 р. Батий знову зібрав в кулак війська, які були в його розпорядженні . Свій наступ монголи почали з підкорення Поросся — області залежних від київських князів Чорних Клобуків. Після Поросся монгольські війська обложили Київ.
Падіння Києва стало знаковою подією — серед правлячих кіл Галича і Волині почалася паніка. Сидівший у Луцьку Михайло Всеволодович знову втік зі своїм сином до Польщі. Туди ж тікала дружина князя Данила і його брат Василька. Правителі Болохівської землі виявили завойовникам покірність. Врахувавши це, Батий зміг безперешкодно зайнятися підкоренням руських міст. Основна частина монгольського війська (до 70 тис.чол.) на чолі з самим Батиєм, Каданом і Субудаєм взяла Галич.

### Польща
Виділені для походу в Польщу монгольські війська очолили Байдар і Орду: огинаючи Карпати з півночі, вони проїхали в Польщу через південну частина Берестейської землі. Є відомості про руйнування монголами Берестя. У січні 1241 року вони захопили Люблін і Завихост. 13 лютого 1241 р пав Сандомир. У цей же день вони розгромили Малопольське ополчення під Турськом. Краківські війська воєводи Владислава Клеменса і Сандомирського — воєводи Пакослава і каштеляна Якуба Ратиборовича намагалися закрити шлях на Краків, але були розбиті відповідно під Хмельникком (Шидловце) 18 березня і під Торчком 19 березня. 22 березня монголи зайняли Краків, а потім Битом. Краківський князь Болеслав V зі своєю матір'ю втік до Угорщини, а потім якийсь час переховувався в Цистерціанському монастирі в Моравії.
На початку квітня монголи через Рацибуж і Ополе прорвалися до Вроцлава, жителі якого тікали, після чого він був спалений вояками силезького князя. 9 квітня в Битва при Легниці польсько-німецьке військо Генріха Благочестивого зазнало страшної поразки. Скориставшись загибеллю Генріха, Конрад Мазовецький зайняв Краків. Чеські війська на чолі з королем Вацлавом I на 1 день запізнилися під Легницею і були направлені в Лужиці навперейми передбачуваного шляху монголів.

### Угорщина
Оперативний план Субедея передбачав вторгнення на територію Угорщини з декількох напрямків, щоб, напевно, змусити противника максимально роздробити свої сили і тим самим дати можливість розбити їх по частинах: Нечисленний загін Батия пройшов через т. зв. «Руські ворота» (Верецький перевал в Карпатах). Корпус Кадана і Бурі слідував через Молдавію, перейшовши Карпати через Родна і Трансильванію, розоривши угорські міста Бистрицю, Орадя і Темешвар. Загін Бучека проїхав до Угорщини ще більш південним шляхом: через Валахію. Вийшовши на Середньодунайську низовину пізніше інших, війська Бучека зайняли міста південної Угорщини: Арад, Перг і Егрес.
Основні сили монголів під керівництвом Субудая почали кампанію з перемоги над половцями в басейні р. Серет (на землях половецького єпископства), після чого проїхали в Угорщину через один з перевалів у східних Карпатах (можливо, дорогою Кадана через Родна). Про первісні цілі цього угруповання даних немає; ймовірно, Субедей планував використовувати ці війська як своєрідний резерв на тому напрямку, де монголи доб'ються найбільших успіхів або ж там, де будуть помічені головні сили противника.
Угорський король Бела IV вважав, що монголи завдадуть свій основний удар через т. зв. «Руські ворота» (Верецький перевал) і саме туди заздалегідь відправив з військом палатина Діонісія. Сам же король при цьому продовжував збирати свої війська під Пештом. Конфлікт з баронами завадив йому зробити це оперативно, внаслідок чого палатин Діонісій не зміг вчасно отримати допомогу і 12 березня 1241 року був розбитий військами Батия. Ця перемога дозволила Батию приблизно на 2 тижні раніше інших корпусів вийти на паннонську рівнину і вже 15 березня передові монгольські загони під керівництвом Шибана вийшли до Пешту, встановивши таким чином контакт з головними силами угорців. Розбивши свій табір приблизно за 20 км від угорського війська, Батий зміг тримати королівське військо в постійній напрузі. Тим часом окремі загони його корпусу грабували околиці і заважали окремим угорським з'єднанням пробитися до головної армії: 17 березня пав Вац, того ж часу монголи взяли Еґер і розбили загін варадинського єпископа.

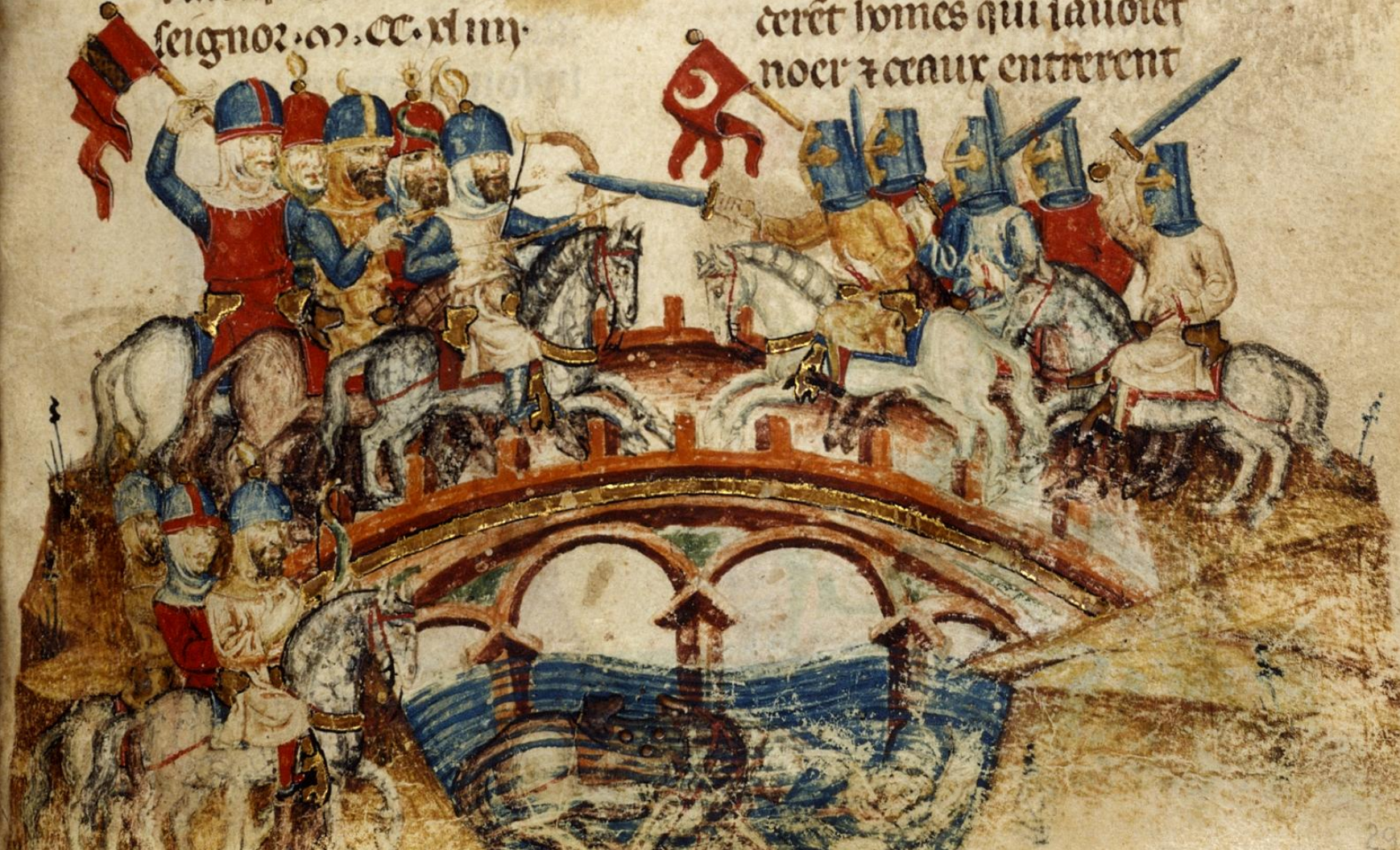
Битва на річці Шайо. Мініатюра XIII ст.

На військовій раді угорці вирішили ще до повного зосередження військ, Бела IV виступити на Батия. Таке рішення, попри його явну очікуваність, застало монголів зненацька. — Не маючи можливості самотужки протистояти об'єднаній угорсько-хорватській армії, чи не вперше за весь час західного походу Батий був змушений ухилитися від битви і почати відведення своїх військ від Пешта. Неспішний відступ тривав кілька днів, і за цей час обидва війська встигли проробити більше половини шляху до Карпат. Ймовірно, саме в цей час до корпусу Батия встигли приєднатися головні сили під проводом Субедея, після чого монголи відчули себе достатньо сильними, щоб прийняти генеральний бій. Він відбувся 11 квітня у р. Шайо і закінчилося нищівною поразкою військ Бели IV.
За його результатами король втік під захист австрійського герцога Фрідріха II, а під владою монголів опинилася вся Задунайська частина угорського королівства. Закінчивши переслідування угорців в Пешті, монголи приступили до організації тимчасової адміністрації на завойованій території: всі землі були розділені на округи, на чолі яких стояли чиновники, за своїми функціями близькі до французьких бальї.
Протягом літа-осені 1241 року монголи робили неодноразові спроби зайняти плацдарми на південному березі Дунаю і перенести військові дії на землі Священної Римської імперії, але, як правило, зазнавали невдачі. Один із загонів монголів вийшов до Нойштадту, однак, зіткнувшись з об'єднаним чесько-австрійським військом, відступив за Дунай. Також є відомості про поразку монголів від військ баварського герцога, а також від німецького короля Конрада IV. (Джерела?).
Своєю чергою німці, спочатку збираючись виступити проти монголів у перших числах липня 1241 року, спочатку перенесли дату загального наступу на кілька тижнів, а потім і зовсім відмовилися від будь-яких активних дій. Це може пояснюватися стратегічним союзом імператора з монголами проти гвельфів, і тим, що імператор провів похід на Рим під час знаходження монголів на кордонах південної Німеччині. Встановлена рівновага зберігалася до грудня 1241 року.
Новий наступ було зроблено монголами майже через півроку. З настанням заморозків, війська Батия, переправившись через замерзлий Дунай, приступили до облоги Буди, Фехервара, Естерґома, Нітри, Братислави та ряду інших угорських міст. У цьому районі діяли основні сили монголів під керівництвом Батия. Корпус Кадана знову відокремився від Батия, і в другій половині січня 1242 року спрямувався до Хорватії, маючи головною метою переслідування і нейтралізацію Бели IV. Кадан розорив Хорватію (був спалений Загреб). Після втечі Бели IV в Далмацію, монголи під командуванням Кадана вийшли в березні 1242 року до фортеці Кліс, і не зумівши її взяти, рушили далі: в Сербію та Болгарію, де зустрілися з відійшовшими з Угорщини та Моравії загонами Батия. Є відомості про зіткнення монголів з військами Латинської імперії. (Джерела?) Латинської імперії в 1242 році вже не існувало.